# Hyaloscypha britannica
Hyaloscypha britannica är en svampart som beskrevs av Huhtinen 1990. Hyaloscypha britannica ingår i släktet Hyaloscypha och familjen Hyaloscyphaceae.  Arten är reproducerande i Sverige. Inga underarter finns listade i Catalogue of Life.